# Jamaican International 2016
Die Jamaican International 2016 im Badminton fanden vom 17. bis zum 20. März 2016 in Kingston statt.

## Sieger und Platzierte
| Disziplin    | Gold                                 | Silber                          | Bronze                                    |
| ------------ | ------------------------------------ | ------------------------------- | ----------------------------------------- |
| Herreneinzel | Pedro Martins                        | David Obernosterer              | Osleni Guerrero                           |
| Herreneinzel | Pedro Martins                        | David Obernosterer              | Howard Shu                                |
| Dameneinzel  | Jeanine Cicognini                    | Akvilė Stapušaitytė             | Telma Santos                              |
| Dameneinzel  | Jeanine Cicognini                    | Akvilė Stapušaitytė             | Mariana Ugalde                            |
| Herrendoppel | Matijs Dierickx Freek Golinski       | Alwin Francis Tarun Kona        | Kenneth Anglin Tremar Barham              |
| Herrendoppel | Matijs Dierickx Freek Golinski       | Alwin Francis Tarun Kona        | Dennis Coke Anthony McNee                 |
| Damendoppel  | Ruth Williams Katherine Wynter       | Geordine Henry Mikaylia Haldane | Christine Leyow Esther Christina Reynolds |
| Damendoppel  | Ruth Williams Katherine Wynter       | Geordine Henry Mikaylia Haldane | Taina Dailey Shezelle Mctyson             |
| Mixed        | David Obernosterer Elisabeth Baldauf | Bjorn Seguin Mariana Ugalde     | Gareth Henry Geordine Henry               |
| Mixed        | David Obernosterer Elisabeth Baldauf | Bjorn Seguin Mariana Ugalde     | Dennis Coke Katherine Wynter              |